# (619) Триберга
(619) Триберга (нем. Triberga) — астероид в поясе астероидов, который был открыт 22 октября 1906 года немецким астрономом Августом Копффом в Гейдельбергской обсерватории и назван в честь города Триберг-им-Шварцвальд в немецкой земле Баден-Вюртемберг.

Орбита астероида Триберга и его положение в Солнечной системе
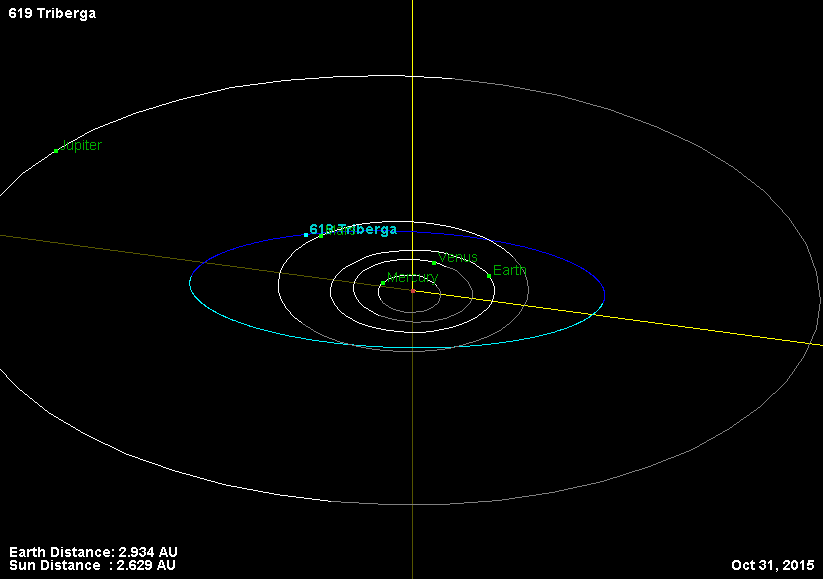
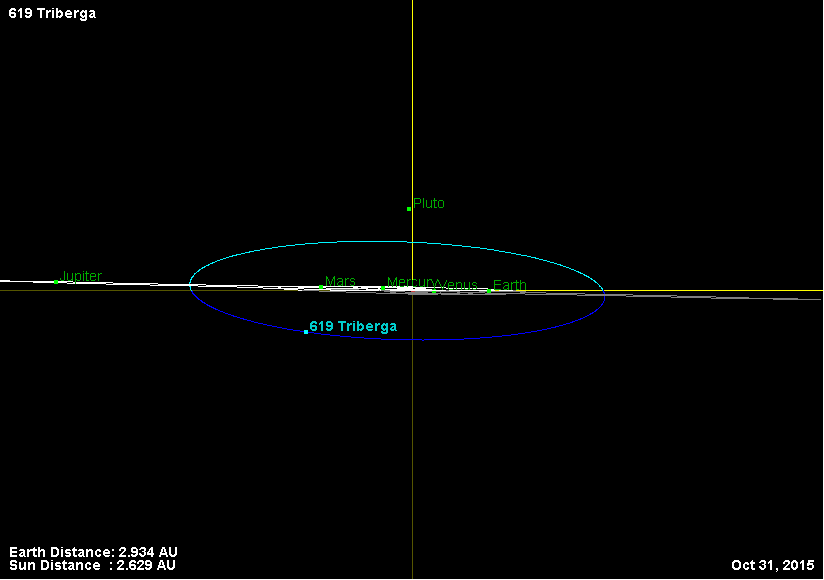